# يورغ فيدلر
يورغ فيدلر (بالألمانية: Jörg Fiedler)‏ هو مبارز بالسيف ألماني، ولد في 21 فبراير 1978 في لايبزيغ في ألمانيا.

## وصلات خارجية
- يورغ فيدلر على موقع الاتحاد الدولي للمبارزة (الإنجليزية)
- يورغ فيدلر على موقع الاتحاد الأوروبي للمبارزة (الإنجليزية)
- يورغ فيدلر على موقع اللجنة الأولمبية الدولية (الإنجليزية)
- يورغ فيدلر على موقع أوليمبيديا (الإنجليزية)
- يورغ فيدلر على موقع اللجنة الأولمبية الألمانية (الألمانية)